# Morse (Mondkrater)
Morse ist ein Krater auf der Mondrückseite. Er wurde nach dem US-amerikanischen Erfinder Samuel F. B. Morse benannt.
Der Krater liegt am nordöstlichen Rand des Freundlich-Sharonov-Beckens. Im Nordosten befindet sich der größere Krater Fitzgerald und im Nordwesten Dante. Der Umriss des Kraters ist größtenteils gut zu erkennen, da der Kraterrand nur wenig von nachfolgenden Einschlägen betroffen ist. Der südöstliche Wall ist jedoch durch einen kleineren Krater unterbrochen und der Kraterrand im Süden ist nicht mehr gut zu erkennen. Der Kraterwall ist stellenweise uneben und an den Innenwänden im Nordosten und Westen befinden sich Terrassenelemente. Die Oberfläche im Inneren ist meistens eben, weist jedoch eine Reihe von kleinen Hügeln auf.

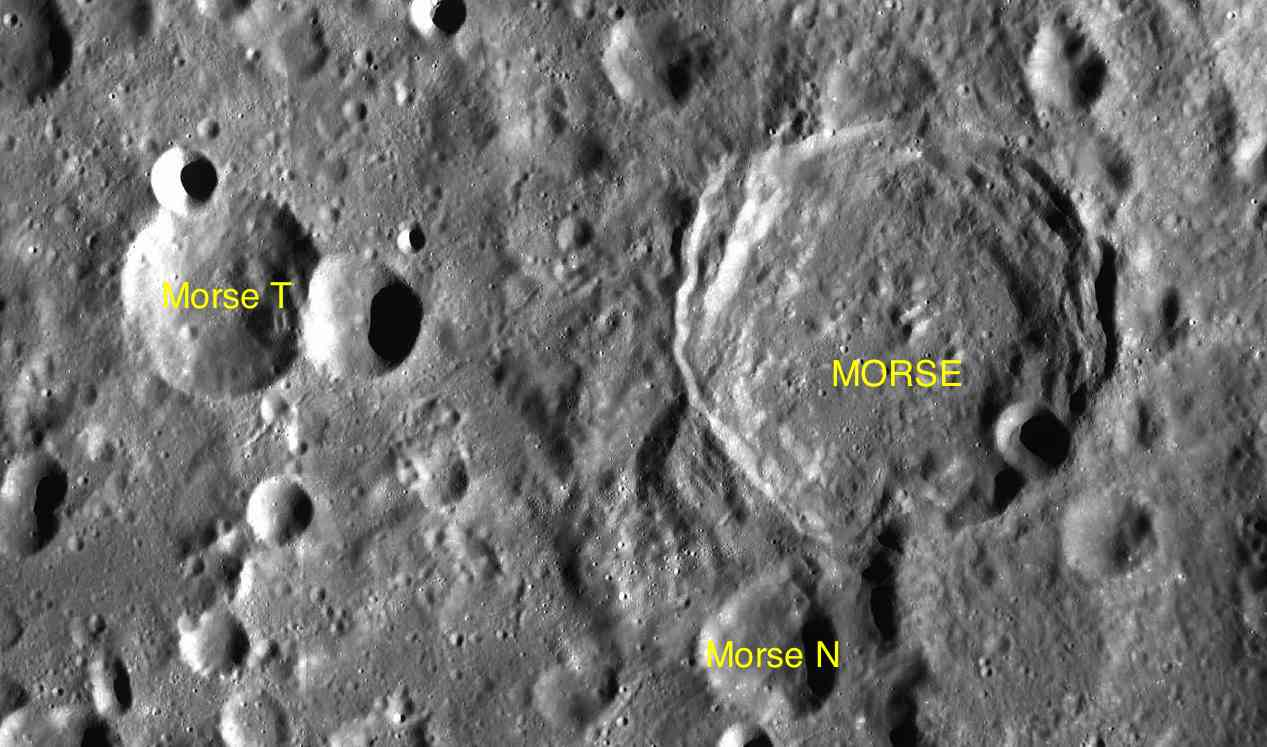
Morse und seine Nebenkrater

Morse hat zwei mit N und T bezeichnete Nebenkrater:
| Buchstabe | Position            | Durchmesser | Link |
| --------- | ------------------- | ----------- | ---- |
| N         | 20,12° N, 176,12° W | 24 km       |      |
| T         | 22,18° N, 179,34° W | 36 km       |      |